# مقذوف (سلاح ناري)
المقذوف هو ما يقذف من الأسلحة النارية من طلقات وكرات، والتي كانت تقليدياً تصنع من الرصاص. كانت تلك المقذوفات الشكل الأولي من الطلقات لبنادق الصيد (أو بنادق الرش) وبشكل أقل لبنادق الشغب والبنادق القاذفة.
تشمل المقذوفات ما يعرف باسم الخردق الذي يستخدم كطلقات لبنادق الصيد.
صنعت المقذوفات الرصاصية لأول مرة سنة 1782 في عملية حصلت على براءة اختراع والتي تتضمن إنشاء برج بعلو ثلاث طوابق وحفر خنادق أسفله وتجهيزه للحصول على كريات الرصاص بالأقطار المناسبة.